# Unidad léxica
El presente artículo aborda el tema de la unidad léxica. Al tratar de determinar los componentes del léxico, se plantean las condiciones que han de cumplir cada uno de ellos. Se entiende que el léxico está formado por palabras, pero palabra es habitualmente un concepto difícil de definir. Cuando se desea trabajar de manera sistemática y formal con el léxico, resulta necesario que sus unidades estén claramente diferenciadas.

## Enfoques para definirpalabra
Existen dos enfoques para definir palabra:
- Como una unidad del lenguaje aislable, con significación propia y aspectos fonológico y ortográfico diferenciados.

Esta definición y sus variaciones son ampliamente controvertidas, ya que no existen referencias claras para "aislar" esa unidad.
- Ni por significado, pues las preposiciones carecen de un significado autónomo.
- Ni por sonido: en la cadena hablada de las lenguas romances, las palabras se solapan, lo que generaría confusión. (véase, en la Wikipedia en idioma francés, liaison).
- Ni por grafía: habría de precisarse algún grafema que las separe.

- Como todo elemento situado entre dos espacios de la cadena escrita, o entre un espacio y un signo de puntuación; obviamente, una palabra solamente está compuesta por letras, además del guion y del apóstrofe.

Por imprecisa que parezca o precisamente en razón de su simpleza, esta definición es la única que ha tenido una amplia aceptación, puesto que es la solución evidente cuando se necesita la digitalización de la información léxica para el desarrollo de un corpus lingüístico o de otras herramientas de estudio lexicológico.
Con la definición anterior ya aceptada, se puede trabajar basándose en la significación. Aquí entran en juego los conceptos de lexema y morfema, manejados desde antaño por los lingüistas, y que ahora se asignan como "palabras o partes de palabras que, respectivamente, tienen o carecen de significado propio".